# 11jigen
11jigen（じゅういちじげん）は、2009年頃から2014年頃にかけて科学技術論文における不正行為をインターネット上で大量に指摘した男性である。大学等の研究機関への告発作業も行った。
11jigenという名前は、初期の追及対象であるアニリール・セルカンが11次元宇宙を研究したと主張していたことに由来する。「JuuichiJigen」や「Juuichi Jigen」や「11次元」、あるいはTwitterアカウントの名前である「論文捏造＆研究不正」と呼称されることもある。

## 概要
2009年頃からボランティアで科学論文における文章盗用や画像の改竄、捏造を暴くようになった。自作のブログやTwitterやYouTubeを主な活動場所としている。
2022年現在、一般人に対しては匿名を保っている。Science誌の記事上では民間企業の生命科学研究者（a life science researcher in the private sector）と説明されている。2011年6月には都内に在住していた。
匿名にも関わらず存在は世界的に認知されており、例えばアメリカ合衆国の経済誌Forbesは、11jigenのブログをソースにしたディオバン事件に関する記事を、11jigenが該当ブログを作成してから一週間程度で配信した。
尚、11jigenが告発ブログを作成していた名古屋市立大学の論文不正事案に係る調査報告書に「ある個人の方」という表現が告発者に対して使われていることや、11jigenが告発ブログを作成していた獨協医科大学の論文不正事案に関して、告発文に告発者の氏名が書かれており、その告発者がインターネットのブログに同じ内容を掲載していると報道されていることなどから、11jigenは各研究機関に対しての告発は実名で行なっていると推測される。
2014年のSTAP騒動においては、
1. Nature Letter論文のSTAP細胞のキメラの胎盤画像と、FI-SCのキメラの胎盤画像が酷似している[16]
2. Nature Article論文のSTAP細胞由来テラトーマ免疫染色画像と、小保方晴子が早稲田大学大学院博士論文の骨髄sphere由来テラトーマ免疫染色画像が酷似している[17]
3. 小保方博士論文の冒頭20ページの文章が、NIHサイトのほぼ完全な剽窃である[18]

という事態を大きく変えた3つの疑義を提供した。その結果、STAP騒動は国内外を問わず連日極めて大きく報道されることとなった。
山中伸弥が2000年に発表した論文への疑義は、2ちゃんねるのスレッド「捏造、不正論文 総合スレネオ2」の240番目のレス（2013年3月30日）と511番目（2013年4月6日）のレスが初出であり、11jigenが2013年に作成していたブログはその内容をまとめて解説したものだった。11jigenは、STAP細胞論文の疑惑が決定的になった2014年3月中旬までの一年弱の間、Twitterのアイコンをその疑義を表した図にしていた。ブログにおいては「捏造指摘ではない」と書いていたものの、STAP騒動が過熱していた2014年4月末に、週刊新潮がこれをネタにしたスキャンダラスな記事を配信した。そのため、STAP騒動の期間中に、1年ほど前にノーベル生理学・医学賞を受賞したばかりであり、STAPの捏造の一番の被害者ともいえる山中が自身の捏造疑惑について謝罪する会見がNHKニュース7のトップニュース等として突如報じられる事態となった。謝罪会見の直後、この2ちゃんねるの書き込みをしたのは匿名Aだと断定するツイートを11jigenは投稿した。
2014年（平成26年）4月2日に報道された読売新聞との対面取材において、STAP騒動における自身の活動の反響の大きさに戸惑っていることと、研究不正追及からの引退を考えていることを表明した。2022年11月20日現在、少なくともTwitterでは2015年5月15日を最後に新しい活動は行っていない。